# آداب الأكل (كتاب)
آداب الأكل هو كتاب لابن العماد الأقفهسي شرح فيه مؤلفه منظومة شعرية في آداب الولائم والدعوة إليها وتلبيتها، تتألف المنظومة من (328) بيتا من الشعر تبدأ بهذا البيت:
وتنتهي بـ:
والكتاب من منشورات دار الكتب العلمية في بيروت سنة 1986 ميلادية. وقد طبع بلا تقديم ولا تعريف بموضوعه، سوى ترجمة للمؤلف، اشتملت على قائمة سردية لآثاره وهي: (33) مؤلفا، بين كتاب ورسالة، منها (السر المستبان مما أودعه الله من الخواص في أجزاء الحيوان) و(البيان التقريري في تخطئة الكمال الدميري).
ومن نوادره: بحث حول حديث: غمس الذباب، ومن قال: إن المراد بالذباب: النحل.